# Tunis Grand Prix
Il Tunis Grand Prix è un torneo internazionale di judo tenutosi a Tunisi, capitale della Tunisia. Fa parte del circuito IJF World Tour, ad oggi si sono svolte 3 edizioni.

## Edizioni
Di seguito la tabella delle ultime edizioni del meeting.
| Edizione | Anno | Data          | Circuito            | Dettagli              | Rif.  |
| -------- | ---- | ------------- | ------------------- | --------------------- | ----- |
| 1°       | 2009 | 9-10 marzo    | IJF World Tour 2009 | Tunis Grand Prix 2009 | [ 1 ] |
| 2°       | 2010 | 7-9 marzo     | IJF World Tour 2010 | Tunis Grand Prix 2010 | [ 2 ] |
| 3°       | 2018 | 16-21 gennaio | IJF World Tour 2018 | Tunis Grand Prix 2018 | [ 3 ] |